# Балка Кольорова
Ба́лка Кольоро́ва (рос. Б. Цветная) — балка (річка) в Україні у Оріхівському районі Запорізької області. Права притока річки Широкої (басейн Дніпра).

## Опис
Довжина балки приблизно 5,56 км, найкоротша відстань між витоком і гирлом — 5,34 км, коефіцієнт звивистості річки — 1,04. Формується декількома балками та загатами. На деяких ділянках балка пересихає.

## Розташування
Бере початок на північно-західній стороні від села Мирівки. Тече переважно на північний захід через село Василівське й на південній стороні від села Сергіївка впадає в річку Широку, ліву притоку Верхньої Терси.
Населені пункти вздовж берегової смуги: Василькове.

## Цікаві факти
- У XX столітті на балці існувало декілька газових свердловин[3].